# معراج أرونات
معراج أرونات (بالتركية: Miraç Eronat)‏؛ ممثلة مسرح وسينما ودراما تركية، ولدت في 28 سبتمبر 1970م في تركيا.

## أعمالها

### مسلسلات
- جرح الفراق

## روابط خارجية
- معراج أرونات على موقع IMDb (الإنجليزية)